# Umberto Gnoli
Umberto Gnoli (Roma, 21 maggio 1878 – Campello sul Clitunno, 15 gennaio 1947) è stato uno storico dell'arte e museologo italiano.

## Biografia
Nasce a Roma nel 1878; la madre è Giuseppina Angelini di Perugia, il padre è Domenico, letterato, storico dell'arte, direttore a Roma della Biblioteca nazionale Vittorio Emanuele, della Biblioteca Casanatense e della rivista Archivio storico dell'arte (1888-97). Dal padre eredita l'amore per l'arte e la letteratura, dalla madre l'amore per l'Umbria. Ultimo di otto fratelli, viene precocemente avviato agli studi classici. 
Studente brillante, frequenta il collegio Rosi di Spello e si laurea nel 1906 a Roma con Adolfo Venturi, collega e amico del padre, discutendo una tesi sull'arte romanica umbra, pubblicata sulla rivista Augusta Perusia fondata e diretta da Ciro Trabalza. 

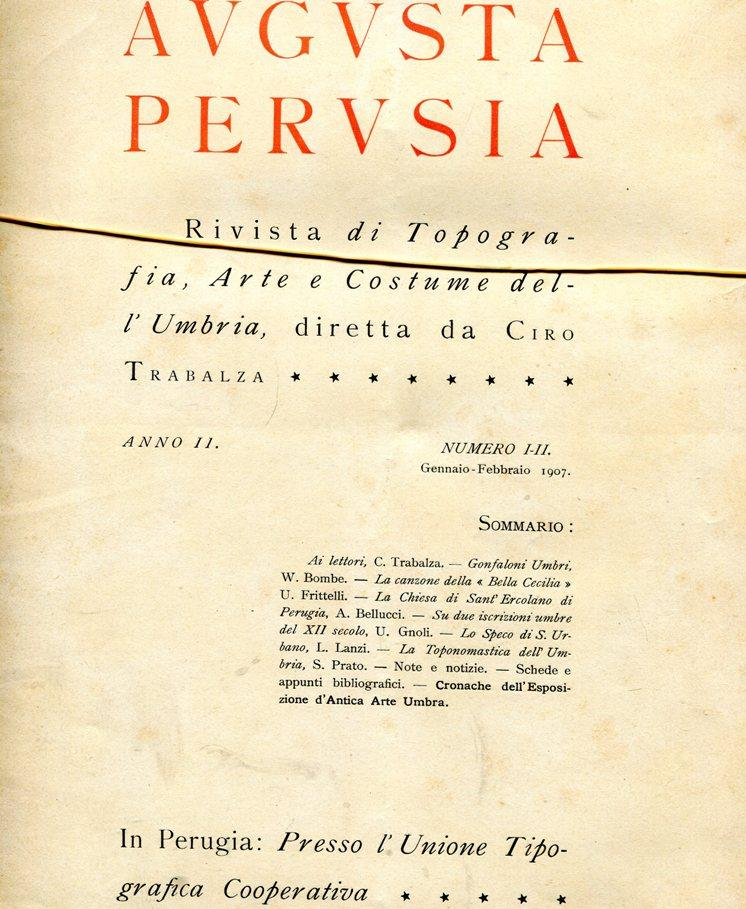
Augusta Perusia gennaio-febbraio 1907

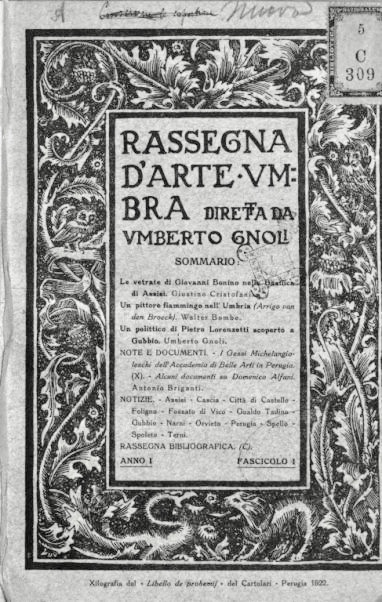
Copertina del primo numero della rivista diretta da Gnoli

Inizia una collaborazione con Trabalza, dedicandosi soprattutto al reperimento di immagini fotografiche e all'impostazione redazionale della rivista che però, a causa degli alti costi, uscirà per soli tre anni.
Nel 1909 fonda una propria rivista dal titolo Rassegna d'arte umbra; si avvale del contributo di Dante Viviani, in qualità di garante scientifico, e del sostegno di intellettuali stranieri come Bernard Berenson, di politici come Cesare Fani e di molti esponenti della nobiltà perugina come Vittoria Aganoor (che sostiene economicamente la rivista), Rodolfo Pucci Boncambi, Vincenzo Ansidei e la contessa Margherita Hummel. Anche Rassegna d'arte umbra sarà pubblicata per soli tre anni, con un'interruzione di dieci anni fra la prima serie (1909-1911) e la seconda (1921). 
Nei primi numeri vengono trattate e valorizzate opere di Niccolò di Liberatore, detto l'"Alunno", Pietro Vannucci, detto il "Perugino", e Pietro Lorenzetti.
Nel frattempo collabora ripetutamente con la rivista ufficiale del Ministero della pubblica istruzione, il Bollettino d'Arte.

### Incarichi e collaborazioni
Sempre nel 1909 viene nominato Ispettore storico dell'arte presso la Soprintendenza ai Monumenti dell'Umbria. Nel 1921 è direttore della Regia Galleria dell'Umbria e soprintendente alle Gallerie, ai musei medievali e moderni e agli oggetti d'arte. Redige un nuovo inventario della Galleria e si adopera per una nuova sistemazione espositiva, ampliando la sede museale ai piani superiori del Palazzo dei Priori. Promuove l'incremento del patrimonio con nuove acquisizioni, acquisti o donazioni. Entrano al museo opere di Arnolfo di Cambio, alcune tele settecentesche, una raccolta di tessuti umbri donata da Mariano Rocchi, un'opera di Francesco di Gentile da Fabriano. Si impegna nel 1923 per la valorizzazione di importanti collezioni ecclesiastiche favorendo l'istituzione del Museo dell'Opera del Duomo di Perugia.
Durante l'incarico, durato venti anni (interrotti per partecipare alla prima guerra come tenente di artiglieria), pubblica numerose opere e favorisce la conoscenza in ambito nazionale e internazionale dell'arte umbra, intento condiviso con alcuni colleghi stranieri come Raimond van Marle, Frederick Mason Perkins e Walter Bombe, anche loro residenti a Perugia. Insieme incentivano l'attività di recupero e restauro delle numerose testimonianze artistiche del territorio, contenendone la dispersione.

Si impegna anche per la salvaguardia dell'immenso patrimonio artistico dello Stato italiano, spesso trascurato e dimenticato, lasciato in rovina. Suo principale obiettivo è: 
(Umberto Gnoli. Introduzione al primo numero di Rassegna d'arte umbra)
Nel 1923 dà alle stampe Pittori e miniatori nell'Umbria con introduzione di Federico Zeri, testo che ancora oggi costituisce un importante strumento di informazione storico-artistica.
Viaggia molto in Italia e in Europa al fine di studiare chiese, musei e monumenti e fare ricerche nelle biblioteche e archivi. Si reca spesso anche negli Stati Uniti perché nominato nel 1927 rappresentante Europeo del Metropolitan Museum di New York, con l'incarico di acquistare opere d'arte in Europa. Inoltre collabora alla rivista Art in America, bimestrale edito a New York da Frederic Fairchild Sherman.
Tra il 1926 e il 1929 per motivi di salute sospende l'attività lavorativa e da Perugia si trasferisce a Roma. Qui riprende gli studi iniziati dal padre circa la toponomastica della città, studi che nel 1939 saranno pubblicati in Topografia e toponomastica di Roma medioevale e moderna. Il Ministero dell'Educazione Nazionale non rinnoverà il suo rapporto di lavoro, probabilmente per crescenti incomprensioni con il regime che non vedeva di buon occhio l'attività di consulente da lui svolta negli Stati Uniti anche per antiquari privati.
Tra il 1937 e il 1943 collabora con riviste d'arte e storia come Pan diretta da Ugo Ojetti e l'Urbe diretta da Antonio Muñoz.
Fa parte del Gruppo dei Romanisti e dal 1940 collabora alla pubblicazione annuale del volume Strenna dei Romanisti comprendente articoli e saggi su argomenti romani; l'opera viene tradizionalmente consegnata al sindaco di Roma il 21 aprile.

### Vita privata
Nel 1908 sposa la contessa Margherita Hummel (1884-1922) con cui ha quattro figli tra il 1909 e il 1921; tre di loro muoiono in tenera età, sopravvive solo Claudine, nata nel 1917. Nel 1922 muore prematuramente anche la moglie. Nel 1927 sposa in seconde nozze la giovane ceramista Annie de Garrou (1900-1994) con cui ha due figli: Domenico, artista di fama internazionale, e Marzia (1934). La famiglia De Garrou possiede una villa a Monteluco di Spoleto, alternano quindi la residenza fra Roma e l'Umbria. 
Il secondo matrimonio finisce nel 1940; Gnoli si ritira a Campello sul Clitunno restando molto presente nella vita e nell'educazione dei figli.
Muore a Campello sul Clitunno il 15 gennaio 1947.

## Pubblicazioni
(Elenco parziale)
- Le origini dell'architettura lombarda, Roma, Tip. dell'Unione Cooperativa Editrice, 1908.
- L'arte umbra alla Mostra di Perugia, su https://archive.org, Bergamo, Istituto italiano d'arti grafiche, 1908. URL consultato il 7 marzo 2020.
- La quadreria civica di Rieti, Roma, E. Calzone, 1911.
- Opere inedite e opere smarrite di Niccolò da Foligno, Roma, E. Calzone, 1912.
- Un pittore romano del 15º secolo: Antonio de Calvis, Roma, E. Calzone, 1913.
- Documenti inediti sui pittori perugini, Roma, E. Calzone, 1915.
- Una tavola di B. Caporali, Roma, E. Calzone, 1916.
- Per il Cambio di Perugia, Firenze, Tipografia Domenicana, 1917.
- Giannicola di Paolo: nuovi documenti, Roma, E. Calzone, 1918.
- La Pinacoteca di Perugia, Firenze, Istituto di Edizioni Artistiche-Alinari, 1922.
- Pittori e miniatori nell'Umbria, Spoleto, Argentieri, 1923.
- Pietro Perugino, su https://archive.org, Spoleto, Argentieri, 1923. URL consultato il 7 marzo 2020.
- I documenti su Pietro Perugino, Perugia, Unione tipografica cooperativa, 1923.
- La Pinacoteca di Perugia, Firenze, F.lli Alinari, Soc. An. Idea, 1927.
- Giulio Urbini, Disegno storico dell'arte italiana preceduto da un trattatello sulla tecnica delle arti figurative, a cura di Umberto Gnoli, Torino, Paravia, 1931.
- Alberghi e osterie di Roma nella rinascenza, Spoleto, C. Moneta, 1935.
- Topografia e toponomastica di Roma medioevale e moderna, Roma, Staderini, 1939.
- Cortigiane romane: note e bibliografia, Arezzo, Edizioni della Rivista Il Vasari, 1941.
- Piante di Roma inedite, Istituto di studi romani, 1941.
- Raffaello e la Incoronazione di Monteluce, in Bollettino d'Arte, 1917.
- Topografia e toponomastica di Roma medioevale e moderna: Supplement, ristampa, Foligno, Edizioni dell'Arquata, 1984  [1939].